# 徐本一
徐本一（1946年12月—），字性初，号汭庐，男，浙江鄞县人，中国书法家，曾任中国书法家协会理事。